# CMMG Mk47 Mutant
CMMG Mk47 Mutant là một loại súng trường bán tự động của Mỹ dùng loại đạn 7.62×39mm, được chế tạo bởi công ty CMMG Inc. Súng tương thích với tất cả các loại hộp tiếp đạn cỡ 7.62, bao gồm hộp tiếp đạn thép, polyme và hộp tiếp đạn hình trống. Sở dĩ được gọi là Mutant (đột biến) vì Mk47 có thiết kế dựa trên hai khẩu súng trường nổi tiếng là AR-15 và AK47. Mk47 thường hay được sử dụng trong các cuộc thử nghiệm về độ tin cậy, dễ sử dụng (đặc biệt khi gắn nòng giảm thanh).

## Lịch sử
Mk47 đã được giới thiệu vào năm 2014. Năm 2015, CMMG bắt đầu sản xuất những khẩu Mk47 đầu tiên cho các cửa hàng trên khắp nước Mỹ.
Theo giám đốc công ty CMMG, Tyson Bradshaw, ông nói rằng CMMG đã tạo ra một loại súng đáp ứng nhu cầu có độ tin cậy cao, có thể sử dụng nhiều băng đạn 7.62×39mm. Ngoài ra, Mk47 cũng có thể dùng băng đạn của AK47, thích hợp khi tác chiến.
Trong triển lãm SHOT show 2015, đại diện của CMMG nói rằng họ sẽ phát triển một phiên bản của Mk47 sử dụng loại đạn 5.45×39mm.
Bề ngoài, MK47 được phủ một lớp sơn đen không phản chiếu để tăng yếu tố chiến thuật. Khác với hai “tiền bối”, MK47 sử dụng ít kim loại và gỗ, thay vào đó súng có nhiều chi tiết làm bằng nhiều polymer cao phân tử để giảm trọng lượng mà vẫn giữ được sự chắc chắn cần thiết.
Chỉ những bộ phận chịu lực và nhiệt trực tiếp mới được làm bằng thép. Vì vậy, súng có trọng lượng cơ bản rất nhẹ, chỉ 2,72 kg.
Mặc dù có khối lượng nhẹ hơn tới 40% so với phiên bản AK-47 tiêu chuẩn, nhưng độ giật của MK47 được khẳng định là thấp hơn nhiều. Đó là do thiết kế theo kiểu thẳng hàng của AR-15 kết hợp với sự cải tiến về ống hãm nảy trên AK-47 đã tạo ra hiệu quả giảm giật đáng kể.
Nhìn vào MK47, ta có thể dễ dàng hiểu được tại sao nó được gọi là “con lai” của AK-47 và AR-15. Súng sở hữu thiết kế thẳng hàng trên AR-15, phần thân chính và ốp lót tay phía trước cũng là của AR-15 và bộ phận gắn hộp tiếp đạn của AK-47.
MK47 được trang bị báng đồng trục như súng như AR-15. Đây là loại báng polymer hiện đại, có thể điều chỉnh được chiều dài thông qua một chốt đẩy nằm trong phần khung của súng.
Ốp lót tay của MK47 là loại RKM 15 Keymod khá hiện đại, được thường được sử dụng trong cách bản mod của AR-15. Bên trong là nòng được gắn vào buồng đạn và ống trích khí của súng. Nòng súng có độ dài 409 mm (16.1 inch), được làm xoắn theo tỉ lệ 1:10 inch để tương thích với cỡ đạn 7,62 mm.
Theo xu hướng chung, súng được trang bị các đường ray Picatinny để gắn “đồ chơi”. Cụ thể, có một đường ray trên khóa nòng chính thay vì quai xách như trên AR-15. MK47 tương thích tốt với hàng loạt phụ kiện khác nhau từ kính ngắm tầm gần cho đến tầm xa.
Phần ốp lót tay RKM 15 phía trước cũng được nhà sản xuất trang bị 2 đường ray để gắn các phụ kiện như kính ngắm đêm, chân chống, tay nắm dọc hay đèn chỉ thị laser.
MK47 sử dụng cơ chế nạp đạn bằng khí nén với ống trích khí dài trực tiếp tin cậy. Súng chỉ có duy nhất cơ chế bắn bán tự động.
Trong khi phần lớn các nhà sản xuất súng trường phong cách AR khác chỉ đơn giản là mở rộng thoi nạp đạn cho cỡ đạn 7,62 mm. CMMG đã làm tốt hơn khi tăng kích thước, tăng độ dày của lớp kim loại tiếp xúc.
Các móc cũng dày hơn và cong mềm thay vì cạnh sắc như của loại đạn 5,56 mm NATO. Thoi nạp đạn của súng đủ nặng để giữ được sự ổn định và tin cậy như trên AK-47.
MK47 bắn loại đạn 7,62 x 39 mm phổ biến, súng cũng tương thích tốt với tất cả các loại hộp tiếp đạn thép của Hungry, Nga, Nam Tư, Romania, Serbia và Hàn Quốc. Ngoài ra, hộp tiếp đạn polymer của PROMAG, Tapco, Magpul và Plinker Arms cũng có thể sử dụng.
Qua thử nghiệm, MK47 cho độ chính xác cao nhất khi sử dụng loại đạn Winchester 120 grain và PDX1 Defender, khi chỉ lệch 1,18 inch ở khoảng cách 91,5 m (100 yard). Nếu lo ngại 2 loại đạn trên quá đắt, thì xạ thủ cũng có thể hài lòng với đạn Silver Bear 125 grain có độ lệch 1,3 inch.
Theo đánh giá, MK47 là khẩu súng tốt khi kết hợp được những ưu điểm của hai loại súng trường tấn công nổi tiếng trên thế giới là AK-47 và AR-15. Súng có khối lượng nhẹ, độ giật thấp, kiểm soát dễ dàng và tương thích với nhiều loại hộp tiếp đạn phổ biến.

## Các biến thể
Các biến thể được phát triển bởi CMMG:

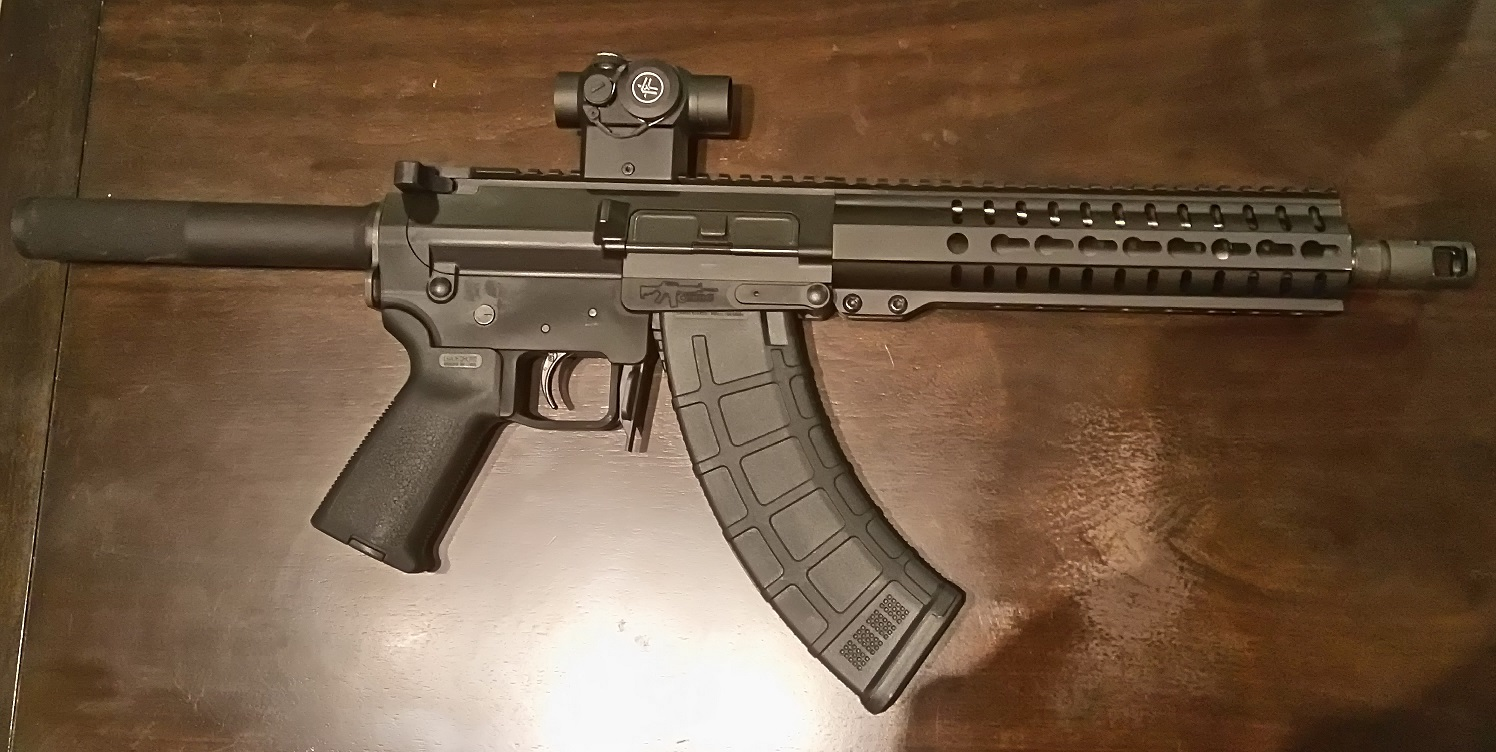
Phiên bản súng ngắn của CMMG Mk47 Mutant.

- CMMG Mk47 K Pistol: Có nòng trung bình 10 inch với báng Magpul MOE và chế độ bán tự động.
- CMMG Mk47 K Short Barrel Rifle: Có thông số kỹ thuật tương tự với K Pistol nhưng có gắn báng Magpul CTR.
- CMMG Mk47 Mutant AKM
- CMMG Mk47 Mutant AKM CA: Có nòng 16 inch với nòng SV và chế độ bán tự động.
- CMMG Mk47 Mutant AKM 2 CA: Có thiết kế tương tự như AKM CA và trang bị bộ kích hoạt Geissele SS.
- CMMG Mk47 Mutant T CA: Trang bị nòng 16 inch, bộ kích hoạt chế độ bán tự động, báng A4 6 và tay cầm A2.
- CMMG Mk47 AKS8: Được giới thiệu vào năm 2016, nòng cỡ 8 inch và trang bị nòng Krink.
- CMMG Mk47 AKS13: Ra mắt vào năm 2016, có nòng cỡ 13 inch và trang bị nòng Krink.